# Togo en los Juegos Olímpicos de Los Ángeles 1984
Togo estuvo representado en los Juegos Olímpicos de Los Ángeles 1984 por seis deportistas masculinos que compitieron en dos deportes.
El portador de la bandera en la ceremonia de apertura fue el atleta Denou Koffi. El equipo olímpico togolés no obtuvo ninguna medalla en estos Juegos.